# 小行星9615
小行星9615（英語：9615 Hemerijckx）是一颗围绕太阳公转的小行星。1993年1月23日，天文学家艾瑞克·怀特·埃尔斯特在拉西拉天文台发现了此天体。
这颗小行星的绝对星等为198.4054437750752等。